# Tattoo Convention

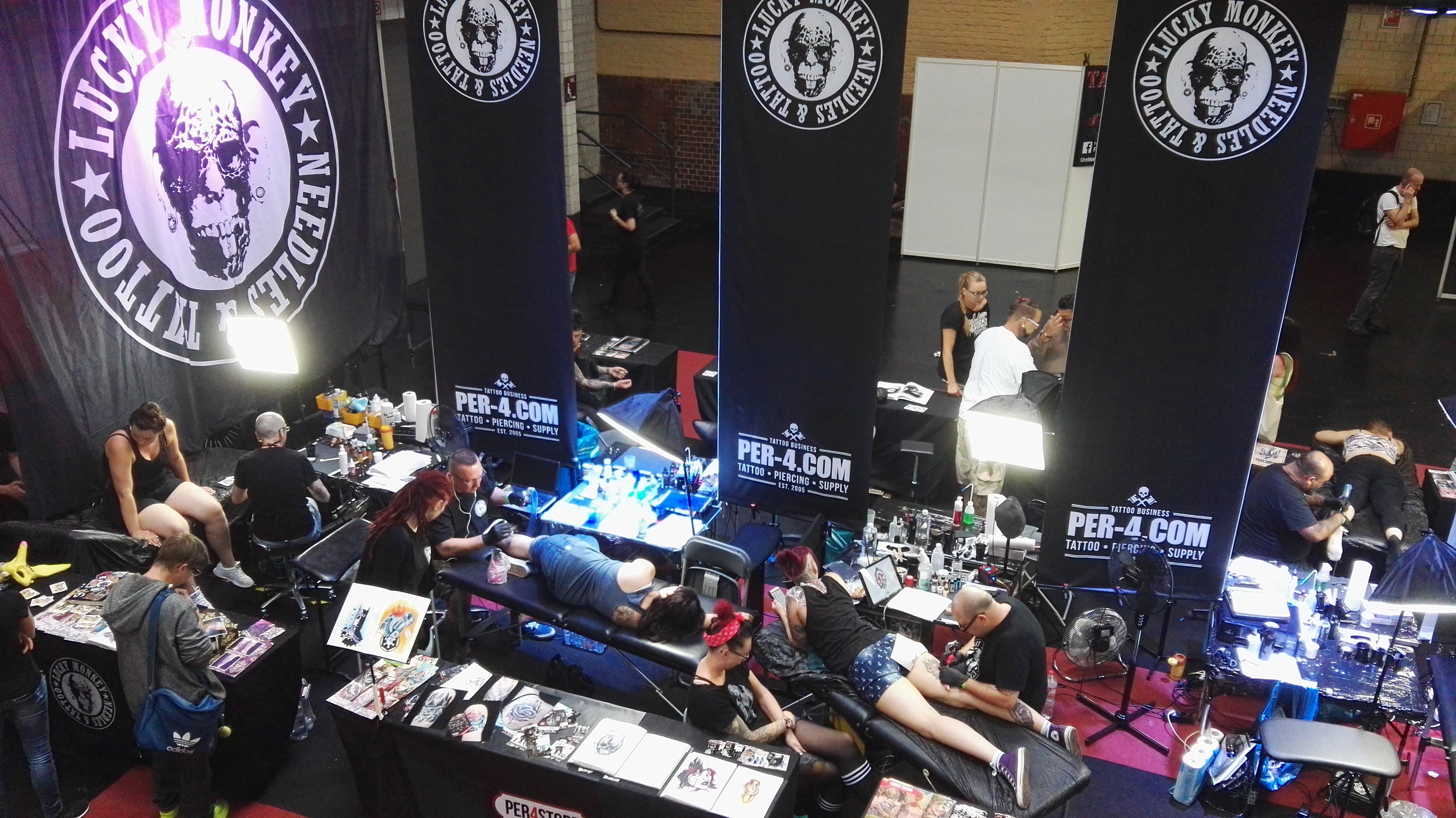
Tattoo convention August 2017 in Berlin

Eine Tattoo Convention (teilweise auch Tattoo-Messe oder Tattoo-Expo genannt) ist ein Treffen, bzw. eine Ausstellung für Tätowierer, Tätowierte und alle, die sich für das Thema Tätowieren interessieren. Tattoo Conventions reichen von kleinen örtlichen Veranstaltungen bis zu großen internationalen Messen und Kongressen, die teilweise mehrere Tage dauern und bis zu 12.000 Besucher verzeichnen.

## Geschichte

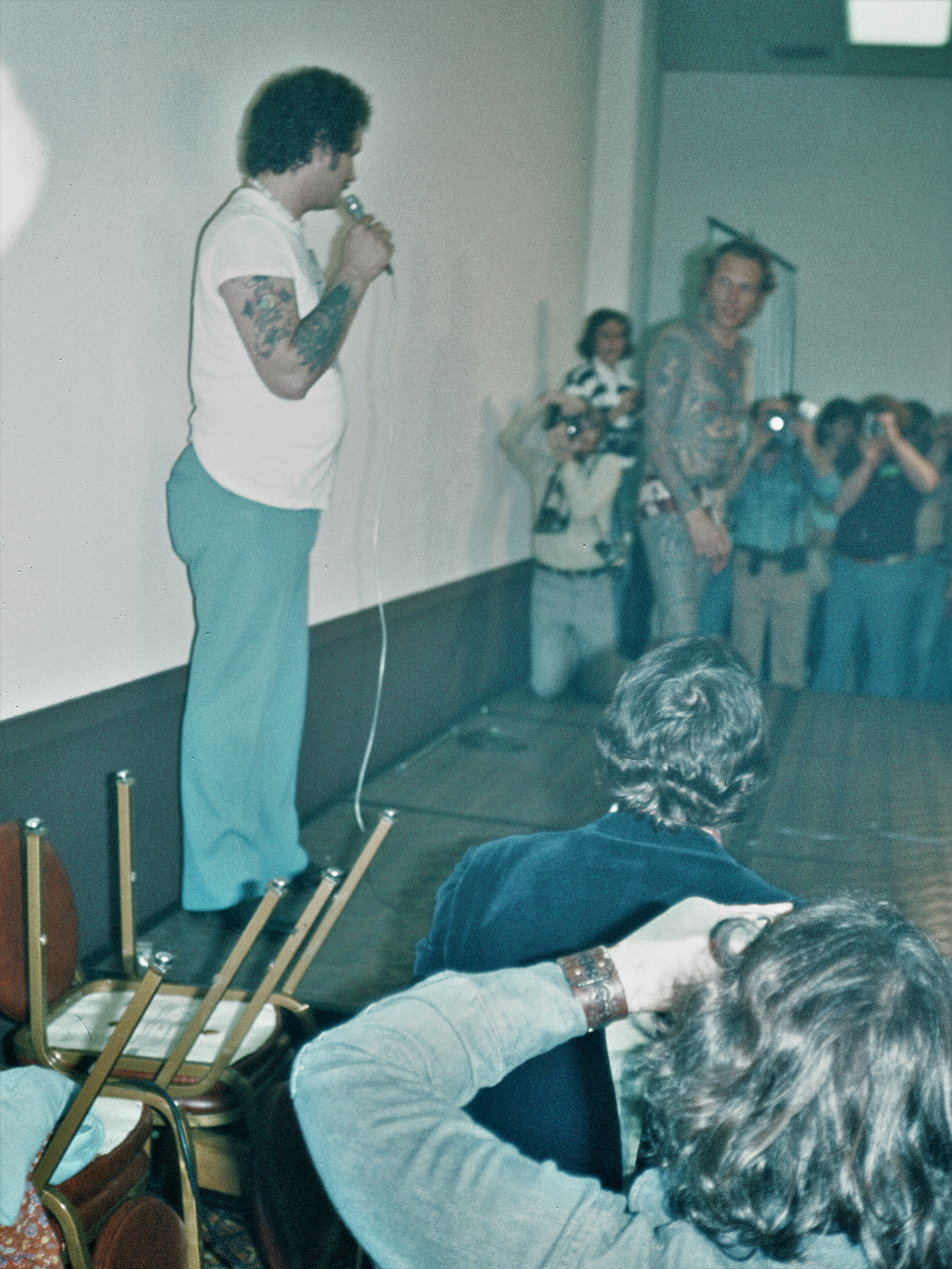
David Yurkew als Sprecher der Tattoo Convention 1976 in Houston; auf der Bühne Lyle Tuttle.

Bereits in den 1940er Jahren veranstaltete der Tätowierer Les Skuse, als Begründer des Bristol Tattoo Club, zusammen mit Milton Zeis die ersten Tattoo-Partys. Im Jahr 1975 veranstaltete Theodor Vetter in seiner Stammkneipe in Hamburg das vermutlich erste offizielle Tattoo-Treffen auf deutschem Boden. Die erste internationale Tattoo-Convention wurde von Lyle Tuttle und David Yurkew am 24.–25. Januar 1976 in Houston, Texas abgehalten.
Die erste I.T.A.A. Convention fand 1977 in Reno statt, die erste National-Convention in Denver, Colorado vom 23. bis 25. März 1979 im Cosmopolitan Hotel. Redner bei diesem Kongress waren: Don Ed Hardy, Terry Wrigley, Peter Tat 2 Poulos, Diane Poulos, Bob Shaw, Walt Kilkucki, Jeff Baker, Dave Yurkew und aus Deutschland Horst Streckenbach und Manfred Kohrs. Im Laufe dieser Convention präsentierte Streckenbach eine Show mit tätowierten Personen. David Yurkew, der auch Präsident des North American Tattoo Club war, führte bis 1982 weitere 6 aufeinanderfolgende Tattoo-Conventions durch.
Streckenbach und der Präsident der E.T.A.A., Terry Wrigley, veranstalteten vom 17. bis 19. Oktober 1980 in Frankfurt am Main die vermutlich erste „Tattoo Convention“ in Deutschland. Am 19. und 21. Januar 1996 richteten Dave Yurkew und Lyle Tuttle das 20. Jubiläum der ersten Welt-Tattoo-Convention in Houston aus.
 Schweiz
Vom 6. bis 7. Oktober 1986 wurde in der Schweiz The first swiss Tattoo-Meeting vom Tattoo Club of Switzerland und der European Tattoo Artists Association (E.T.A.A.) organisiert.

### Veranstaltungsvarianten

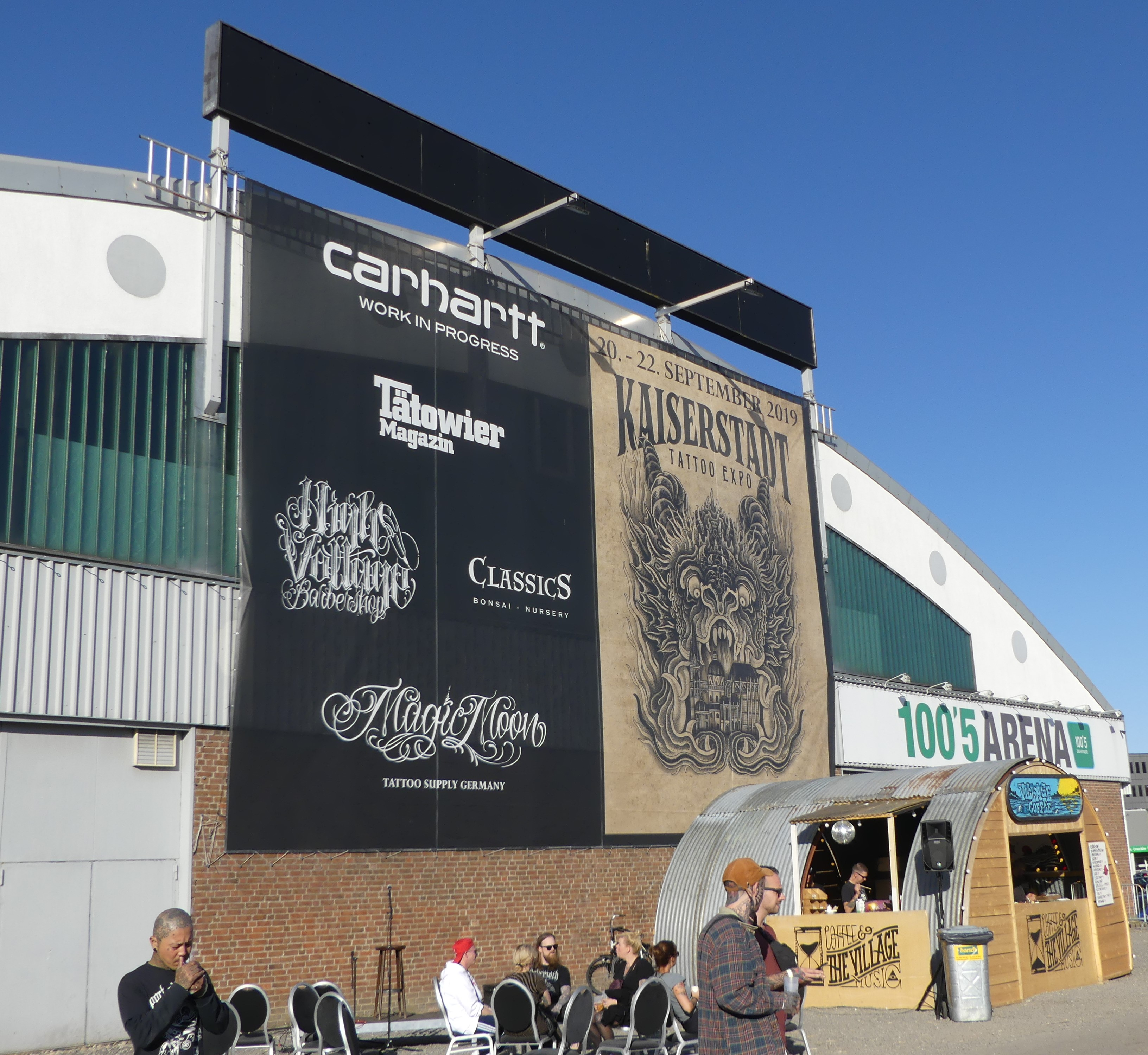
Die Kaiserstadt Tattoo Expo 2019 in Aachen

Während die frühen Conventions reine Ausstellungen waren und beinahe ausschließlich von Tätowierern und Tätowierten besucht wurden, sind die Veranstaltungen seit den 1990er Jahren mehr und mehr Events für Jedermann. Es wird in Einzelständen tätowiert, Verkaufsstände für Tatto-Zubehör, Farben und Motive, reihen sich an allerlei Merchandising und Catering. Vielfach treten Musiker auf und finden Buchlesungen statt.
Auf einigen Conventions werden Tätowierungen vorgeführt und prämiert. Sina Minou tritt beispielsweise auf der Tattoo Convention in Dresden, auf.
Die Kaiserstadt Tattoo Expo, die 2023 zum achten Mal in Aachen stattfand, verfolgt einen vollständig „gegensätzlichen Ansatz und konzentriert sich auf das Medium Tattoo an sich“. Veranstalter der Tattoo-Expo ist der Tätowierer Andreas Coenen, der seit 1997 das Tattoo-Studio The Sinner & the Saint in der Aachener Innenstadt betreibt. Die rund einhundertzwanzig anwesenden Tätowierer der internationalen „Weltklasse“ boten „kreative und hochwertige Arbeit rund die optimale Dienstleistung am Kunden“. Zum kuratierten Rahmenprogramm 2017 gehörte eine Ed-Hardy-Ausstellung, sowie ein Vortrag des renommierten Kunsthistorikers Ole Wittmann, der einen Einblick in seine Arbeit, „die sich um die Sicherung des Nachlasses der Tattoo-Ikone Christian Warlich und sein neues Buch, die Reproduktion eines Vorlagenalbums des Hamburger Tätowierers Karl Finke dreht“, gab.

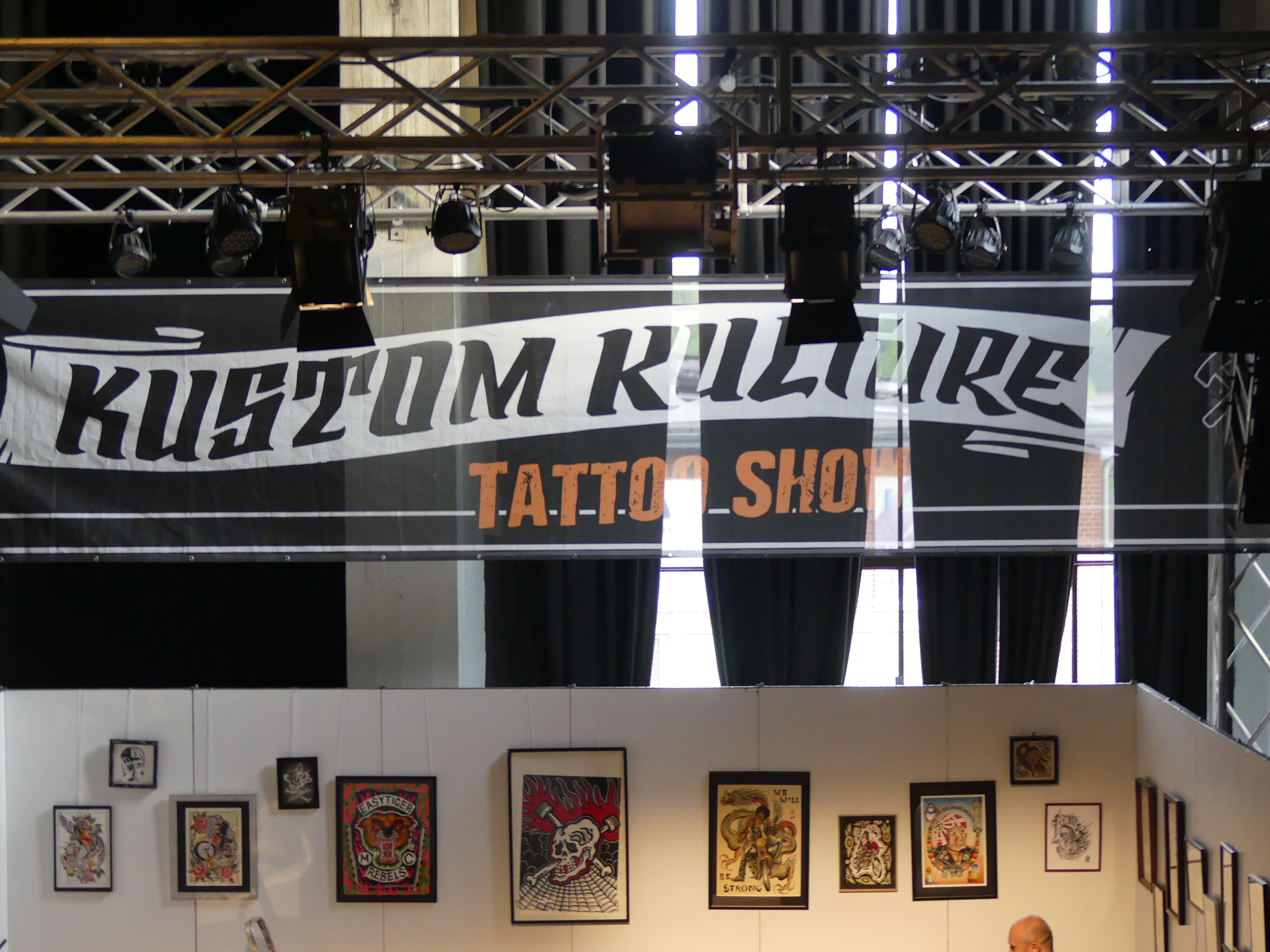
Bühne der Kustom Kulture Tattoo Show 2019

Die Kustom Kulture Tattoo Show wiederum ist der Kustom Kulture Forever (ehemals Bottrop Kustom Kulture), einer der größten Kustom Kulture Shows Europas angegliedert.
Sie findet seit 2016 auf dem Gelände der Zeche Ewald statt. Zu dem Programm 2019 gehörte ein Vortrag des Instituts für deutsche Tattoo Geschichte (IDTG) mit DIA-Vorführung von Manfred Kohrs zu dem Tätowierer Horst Streckenbach. „Die beeindruckende Tattoo-Show hat Andreas Hentschel ausgerichtet.“

„Konzeptionell sind nur wenige Tätowierer eingeladen, dafür wird aber ein hohes Niveau geboten, was durch die Einbindung der Tattooshow in die Kustom Kulture Forever, der Veranstaltung schlechthin mit Kustom Cars und Bikes, Punkrock, Skateboarding und Rock’n’Roll, zu etwas ganz Besonderem wird....“

## Bekannte Tattoo-Conventions (Auswahl)
- Tattoomenta
- GAT – Grüße Aus Tätowierungen
- Tattoo Convention Frankfurt